# زبان کاماسی
زبان کاماسی یک زبان بومی و اورالی رایج در منطقه سیبری بود که در سال 1989 با مرگ آخرین فردی که این زبان را به عنوان زبان مادری خود بکار می‌برد از میان رفت. زبان کاماسی هم‌اکنون یک زبان مرده محسوب می‌شود. این زبان که با زبان سلکوپی نزدیکی فراوان دارد زبان مردم بومی و سموئیدی ساکن در منطقه سیبری بوده‌است. زبان کاماسی جای خود را به یکی از گونه‌های زبان‌های ترکی بنام زبان خاکاس سپرد.

## External links
- گزارش اتنولوگ برای کاماسی
- دیکشنری کاماسی-روسی با بیش از سیصد واژه بایگانی‌شده  در ۲۱ ژانویه ۲۰۲۲ توسط Wayback Machine